# Forte Casilina
Il Forte Casilina è uno dei 15 forti di Roma, edificati nel periodo compreso fra gli anni 1877 e 1891. Si trova nel quartiere Q. XXIV Don Bosco, nel territorio del Municipio Roma V.
Il nome, istituito con il regio decreto del 1º novembre 1882 deriva dall'attigua via Casilina, da cui il forte dista meno di un chilometro.

## Storia
Fu costruito a partire dal 1881 e terminato nel 1882, su una superficie di 3,8 ha, al quarto km di via Casilina, dalla quale prende il nome.
Fu progettato da Luigi Durant de La Penne, subentrato a Luigi Garavaglia nel 1877 fino al 1885 alla realizzazione dei fortilizi romani.
Il prefetto della Provincia di Roma, con decreto del 19 luglio 1881, autorizza l'occupazione di alcuni terreni delle ...tenute Quadraro e Casetta degli Angeli, descritto in catasto sotto il n. 24 di mappa, confinanti verso notte coi beni della tenuta Centocelle, e dalle altre parti coi terreni delle tenute stesse Quadraro e Casetta degli Angeli, di proprietà del principe don Alessandro Torlonia del fu Giovanni, domiciliato in Roma... per un totale di circa 170.724 m², il cui esproprio sarebbe stato compensato con una somma già stanziata pari a 46.181 lire di allora.
Su questi terreni furono costruiti il forte e una strada militare di accesso alla fortificazione.

Insistendo l'area su un vasto insediamento di età romana, al fine di tutelare gli interessi archeologici, la Direzione generale delle antichità incaricò R. Lanciani di sorvegliare i lavori di scavo per la costruzione di Forte Casilina, e contemporaneamente anche di tutti gli altri fortilizi e batterie, ubicati prevalentemente su aree di alto valore storico.
Nel corso degli scavi furono rinvenuti alcuni preesistenti cunicoli risalenti ad età romana che furono così asserviti alla nuova costruzione. Completato nel giro di due anni (1881/82) non ebbe mai diretto impiego bellico.
Fisicamente compreso all'interno del sedime militare dell'aeroporto di Centocelle, durante la seconda guerra mondiale fu nell'uso delle truppe tedesche distaccate presso l'aeroporto e, dagli anni del dopoguerra in poi, alcuni locali sono stati utilizzati come magazzini per le esigenze logistiche delle squadriglie di volo di stanza fino al maggio 1965.
Attualmente sono allo studio progetti di valorizzazione del forte da restituire alla cittadinanza per un pubblico utilizzo.

## Progetto difensivo
Il forte fa parte del progetto di fortificazione della città di Roma che culminò nell'edificazione di 15 forti e di 3 batterie (il progetto originario ne prevedeva 4) costruiti nel periodo compreso tra gli anni 1871 e 1885. La protezione fornita alla Capitale dall'anello fortilizio contro possibili invasioni era integrata da postazioni difensive dislocate sulle antiche mura aureliane. L'insieme difensivo, che tecnicamente prende il nome di campo trincerato, fu progressivamente dismesso e destinato ad altri scopi.

## Ubicazione
Il forte si trova nel quartiere Don Bosco ed è attualmente compreso all'interno del sedime militare occupato dall'ex aeroporto F. Baracca di Centocelle, sede del Comando della squadra aerea dell'Aeronautica Militare e del Comando operativo di vertice interforze del Ministero della difesa.
La posizione del forte era stata studiata per permettere il controllo della zona compresa tra il Forte Prenestina e il Forte Appia Antica, affinché con le batterie di artiglieria di cui era dotato, potesse proteggere la linea ferroviaria Roma/Napoli. La massima gittata delle artiglierie di allora e l'eccessiva distanza di Forte Casilina con Forte Appia Antica (4,5 km), determinò tuttavia la necessità di procedere alla costruzione di una postazione di artiglieria supplementare a presidio della zona: la batteria Porta Furba.

## Descrizione
La pianta del forte ricorda un trapezio isoscele con gli angoli di circa 60 e 120 gradi. Al forte si accede attraverso un unico ingresso, posizionato sul fronte della lunghezza di circa 120 metri. Una volta varcato l'ingresso, al quale si accede per mezzo di uno stretto ponte levatoio e oltrepassato il corridoio, che attraversa le mura esterne, ci si trova nella piazza d'armi sulla quale si affacciano vari locali di servizio ubicati lungo il perimetro interno del forte e al centro della piazza stessa. Tutt'intorno al forte, all'esterno, è scavato un fossato asciutto della profondità di circa 7 metri. Sotto al ramparo sono ubicati i locali di servizio, le riservette e i ricoveri.